# 布松布拉鄉村省
布松布拉鄉村省是布隆迪17省之一，位於該國的西部，北臨布班扎省，東接穆拉姆維亞省和穆瓦洛省，南毗布魯里省，西鄰坦干伊喀湖，面積1,089平方公里，1999年居民人數436,896。